# 13408 Deadoklestic
13408 Deadoklestic eller 1999 TF14 är en asteroid i huvudbältet som upptäcktes den 10 oktober 1999 av de båda kroatiska astronomerna Korado Korlević och Mario Jurić vid Višnjan-observatoriet. Den är uppkallad efter Dea Doklestic.
Asteroiden har en diameter på ungefär 7 kilometer och den tillhör asteroidgruppen Nysa.